# Крамай
Крама́й (фр. Cramaille) — коммуна во Франции, находится в регионе Пикардия. Департамент коммуны — Эна. Входит в состав кантона Виллер-Котре. Округ коммуны — Суасон.
Код INSEE коммуны — 02233.

## Население
Население коммуны на 2010 год составляло 130 человек.
| 1962 | 1968 | 1975 | 1982 | 1990 | 1999 | 2010 |
| ---- | ---- | ---- | ---- | ---- | ---- | ---- |
| 179  | 172  | 135  | 127  | 108  | 102  | 130  |

## Экономика
В 2010 году среди 95 человек трудоспособного возраста (15—64 лет) 79 были экономически активными, 16 — неактивными (показатель активности — 83,2 %, в 1999 году было 71,9 %). Из 79 активных жителей работали 73 человека (40 мужчин и 33 женщины), безработных было 6 (1 мужчина и 5 женщин). Среди 16 неактивных 6 человек были учениками или студентами, 5 — пенсионерами, 5 были неактивными по другим причинам.